# 奈良観光バス
奈良観光バス株式会社（ならかんこうバス）は、近鉄グループの観光バス専業会社である。創設は1957年で、奈良市に拠点を持ち、約60両のバスを保有している。

## 概要
もともと近畿日本鉄道の直系会社であったため、奈良県に拠点を持つ、同じ近鉄グループの奈良交通との関係はなかったが、2007年10月1日からは近鉄バス、奈良交通と共に、親会社の近鉄が設立した中間持株会社（連結子会社）のけいはんなバスホールディングス（現：近鉄バスホールディングス）の傘下に移った。
なお、1998年に近畿日本鉄道の自動車局（現・近鉄バス）が奈良県から撤退する際、同社が受け皿となり、車輌の引き受けなどを行った。
また、2006年1月には同じ近鉄グループの名阪近鉄バスから大阪営業所を移管され、大阪にも進出している。

## 拠点
- 本社・奈良営業所：〒630-8144 奈良県奈良市東九条町6番地の1
- 京都営業所：〒619-0204 京都府木津川市山城町上狛北的場6-1
- 大阪営業所：〒532-0012 大阪府大阪市淀川区木川東3丁目6番29号（元名阪近鉄バス大阪営業所）

## 車輌

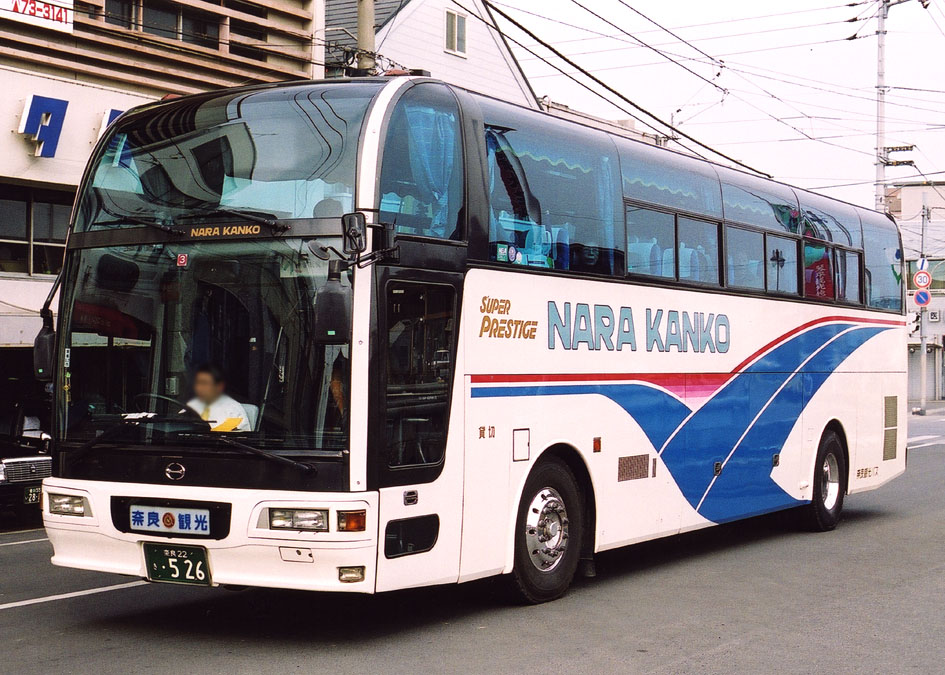
日野セレガ　富士重7S　低運転席仕様

近鉄系バス事業者らしく日野車を主体としているが、三菱ふそう車・いすゞ車も在籍している。また、日野車は純正の日野車体架装車以外に富士重工架装車を多く所有していたことでも知られ、その中には奈良観光のみが導入した、低運転席仕様の7Sボディなど稀少な車種も見られる。